# Boston Marathon 1950
De Boston Marathon 1950 werd gelopen op woensdag 19 april 1950. Het was de 54e editie van de Boston Marathon. Aan deze wedstrijd mochten geen vrouwen deelnemen. De Zuid-Koreaan Kee-Yong Ham kwam als eerste over de streep in 2:32.39.
Het parcours is te kort gebleken. Het had namelijk niet de lengte van 42,195 km, maar 41,1 km.

## Uitslag
| rang   | naam                 | land | tijd    |
| ------ | -------------------- | ---- | ------- |
| Goud   | Kee-Yong Ham         | KOR  | 2:32.39 |
| Zilver | Kil-Yun Song         | KOR  | 2:35.58 |
| Brons  | Yun-Chil Choi        | KOR  | 2:39.47 |
| 4      | John Patrick Laffety | USA  | 2:39.52 |
| 5      | John A Kelley        | USA  | 2:43.45 |
| 6      | Anthony Madeiros     | USA  | 2:47.15 |
| 7      | Lloyd Bairstow       | USA  | 2:49.46 |
| 8      | Paul Collins         | USA  | 2:50.12 |
| 9      | Edo Romognoli        | USA  | 2:52.50 |
| 10     | Kenneth O'Connell    | USA  | 2:56.42 |

1897 ·
1898 ·
1899 ·
1900 ·
1901 ·
1902 ·
1903 ·
1904 ·
1905 ·
1906 ·
1907 ·
1908 ·
1909 ·
1910 ·
1911 ·
1912 ·
1913 ·
1914 ·
1915 ·
1916 ·
1917 ·
1918 ·
1919 ·
1920 ·
1921 ·
1922 ·
1923 ·
1924 ·
1925 ·
1926 ·
1927 ·
1928 ·
1929 ·
1930 ·
1931 ·
1932 ·
1933 ·
1934 ·
1935 ·
1936 ·
1937 ·
1938 ·
1939 ·
1940 ·
1941 ·
1942 ·
1943 ·
1944 ·
1945 ·
1946 ·
1947 ·
1948 ·
1949 ·
1950 ·
1951 ·
1952 ·
1953 ·
1954 ·
1955 ·
1956 ·
1957 ·
1958 ·
1959 ·
1960 ·
1961 ·
1962 ·
1963 ·
1964 ·
1965 ·
1966 ·
1967 ·
1968 ·
1969 ·
1970 ·
1971 ·
1972 ·
1973 ·
1974 ·
1975 ·
1976 ·
1977 ·
1978 ·
1979 ·
1980 ·
1981 ·
1982 ·
1983 ·
1984 ·
1985 ·
1986 ·
1987 ·
1988 ·
1989 ·
1990 ·
1991 ·
1992 ·
1993 ·
1994 ·
1995 ·
1996 ·
1997 ·
1998 ·
1999 ·
2000 ·
2001 ·
2002 ·
2003 ·
2004 ·
2005 ·
2006 ·
2007 ·
2008 ·
2009 ·
2010 ·
2011 ·
2012 ·
2013 ·
2014 ·
2015 ·
2016 ·
2017 ·
2018 ·
2019 ·
2020 ·
2021 ·
2022